# 178243 Schaerding
178243 Schaerding è un asteroide della fascia principale. Scoperto nel 2006, presenta un'orbita caratterizzata da un semiasse maggiore pari a 2,7759299 UA e da un'eccentricità di 0,0970951, inclinata di 0,26573° rispetto all'eclittica.